# منتخب جزر فارو لكرة اليد للسيدات
منتخب جزر فارو الوطني لكرة اليد للسيدات (بالدنماركية: Færøernes håndboldlandshold)‏ هو ممثل جزر فارو الرسمي في المنافسات الدولية في كرة اليد للسيدات.